# Jean Joseph Amable Humbert
Jean Joseph Amable Humbert (Saint-Nabord, 22 agosto 1767 – New Orleans, 3 gennaio 1823) è stato un generale francese che partecipò alla rivoluzione francese e comandò una fallimentare invasione dell'Irlanda nel tentativo di sostenere la rivolta irlandese del 1798.

## Biografia
Fu sergente della guardia nazionale di Lione, e fece una veloce carriera fino a diventare generale di brigata il 9 aprile 1794. Combatté le campagne occidentali delle guerre rivoluzionarie francesi prima di venire assegnato all'esercito del Reno.

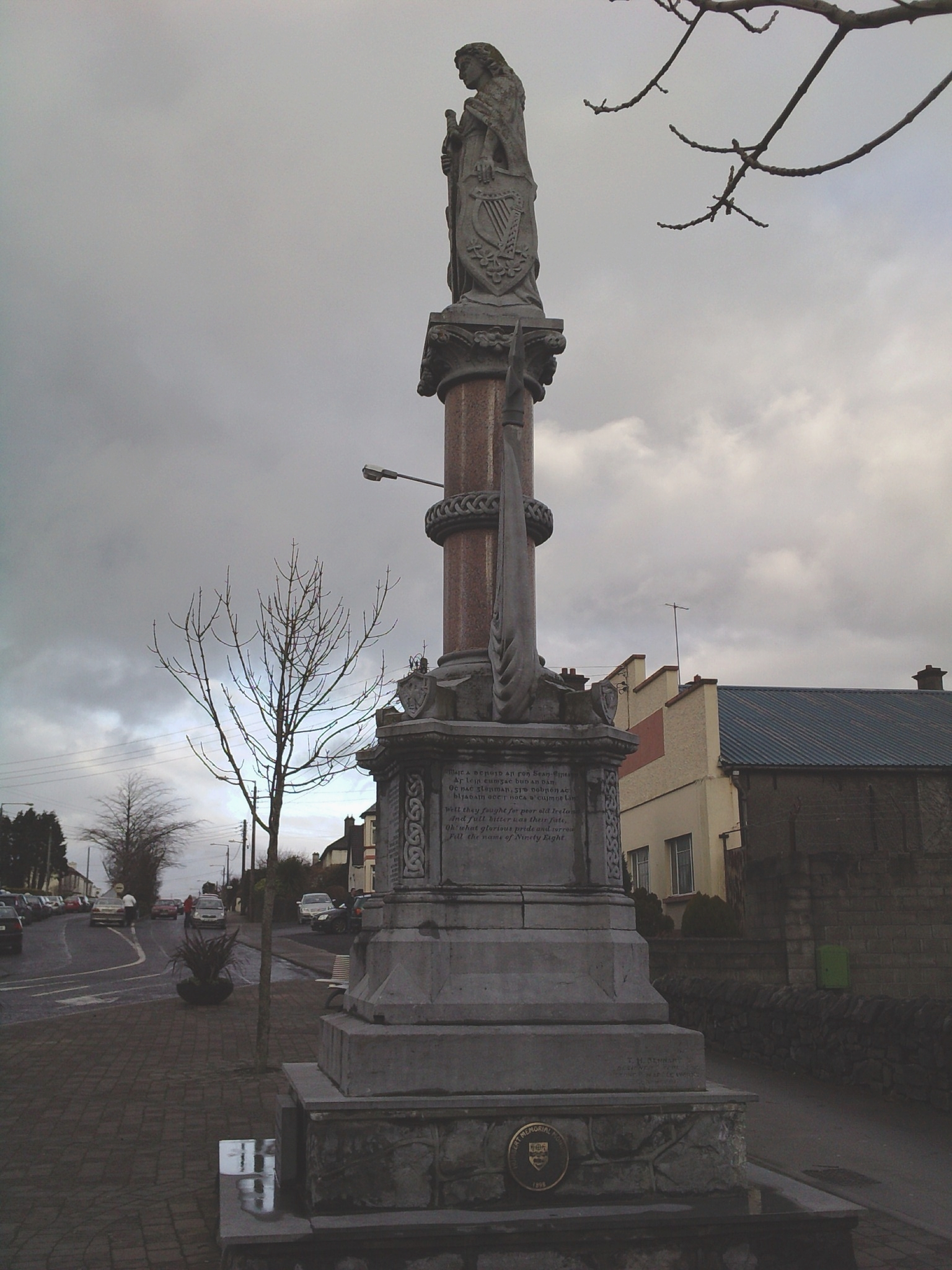
Monumento dedicato al generale Humbert raffigurante la Madre Irlanda a Humbert Street, Ballina, contea Mayo, Ireland

### Spedizioni in Irlanda
Nel 1794, dopo aver servito l'esercito delle Coste di Brest, Humbert passò all'esercito del Reno e Mosella di Lazare Hoche. Incaricato di prepararsi a una spedizione contro l'Irlanda, assunse il comando della Légion des Francs agli ordini di Hoche, salpando con la fallimentare spedizione d'Irlanda verso la baia di Bantry nel 1796, con la quale partecipò ad azioni militari contro la Royal Navy. Il tempo avverso e le operazioni nemiche obbligarono la spedizione alla ritirata. Al suo ritorno in Francia si unì all'esercito di Sambre-et-Meuse, prima di essere nominato al comando delle truppe in un nuovo tentativo di sostenere una rivolta in Irlanda nel 1798. Comandava la fanteria della 70ª demi-brigade, con pochi artiglieri e alcuni cavalieri della 3ª ussari, anche se quando giunse sulle coste irlandesi aveva già subito pesanti perdite. La spedizione riuscì a sbarcare presso Killala giovedì 23 agosto 1798, ottenendo un primo successo nella battaglia di Castlebar, per poi dichiarare la nascita della Repubblica di Connacht,nella speranza di conquistare Dublino. I suoi pochi uomini furono sconfitti nella battaglia di Ballinamuck ed egli fu catturato come prigioniero di guerra dagli inglesi.

### Ultimi anni di servizio militare
Fu subito rimpatriato a seguito di uno scambio di prigionieri e nominato, in sequenza, al comando degli eserciti di Magonza, Danubio e Svizzera, con il quale partecipò alla seconda battaglia di Zurigo. In seguito s'imbarcò per Santo Domingo dove partecipò a numerose campagne caraibiche per conto di Napoleone Bonaparte prima di essere accusato di saccheggio dal generale Brunet. Tornò in Francia per ordine del generale Leclerc nell'ottobre del 1802 per "prevaricazioni, e relazioni con i locali briganti". Convinto repubblicano, il dispiacere per le pretese imperiali di Napoleone lo portarono a essere dimissionato nel 1803, e si ritirò a vivere nel Morbihan in Bretagna.
Humbert fu impiegato nell'esercito del Nord nel 1809, ma si ritirò di nuovo nello stesso anno, prima di essere lasciato libero di arruolarsi negli Stati Uniti d'America nel 1812. Si trasferì a New Orleans, combattendo di nuovo i britannici nella battaglia di New Orleans, durante la guerra anglo-americana. Nel 1814 si unì alle forze ribelli di Buenos Aires, prima di tornare a New Orleans dove visse in pace lavorando come insegnante fino alla morte.

### Guerra anglo-americana (1812)
(Arthur John Langguth, Union 1812: The Americans who Fought the Second War of Independence)